# Lepidophyma cuicateca
Lepidophyma cuicateca (сунідерська тропічна нічна ящірка) — вид сцинкоподібних ящірок родини нічних ящірок (Xantusiidae). Ендемік Мексики.

## Поширення й екологія
Сунідерські тропічні нічні ящірки відомі з типової місцевості, що лежить в околицях Санта-Марії-Текскатілана в штаті Оахака, на висоті 1180 м над рівнем моря. Вони живуть у тропічних лісах.